# Hillar Zahkna
Hillar Zahkna (Vastseliina, 1 de febrero de 1968) es un deportista estonio que compitió en biatlón. Ganó una medalla de bronce en el Campeonato Mundial de Biatlón de 1992, en la prueba por equipos.

## Palmarés internacional
| Campeonato Mundial | Campeonato Mundial  | Campeonato Mundial | Campeonato Mundial |
| Año                | Lugar               | Medalla            | Prueba             |
| ------------------ | ------------------- | ------------------ | ------------------ |
| 1992               | Novosibirsk (Rusia) | Medalla de bronce  | Equipo             |